# Berg en Bosch
Berg en Bosch was een tbc-sanatorium. Aanvankelijk was het gevestigd in Apeldoorn (1920-1933), later verhuisde het naar Bilthoven (1933-1962).

## Geschiedenis
Het Apeldoornse sanatorium werd als noodvoorziening gebouwd in opdracht van de Katholieke arbeidersbeweging Herwonnen levenskracht. In 1919 werden in de Soerense bossen 25 houten voormalige krijgsgevangenenbarakken uit Hattem geplaatst nabij de villa Berg en Bosch en heringericht. Vanwege de geïsoleerde locatie ten opzichte van andere medische instellingen en de relatief slechte bereikbaarheid ontstond bij directeur-geneesheer Willem Bronkhorst de wens om op een andere locatie een nieuw sanatorium te bouwen.
Het nieuwe sanatorium in Bilthoven werd gebouwd in 1932 en 1933 naar ontwerp van de architecten Bernardus Joannes Koldewey en Kees van Moorsel. Het complex bestond onder andere uit: een hoofdgebouw, een kapel, een zusterhuis, een eetzaal, werkplaatsen en de paviljoens waar de patiënten verbleven. Er konden vierhonderd tbc-patiënten verpleegd worden. De verzorging geschiedde door zusters Dominicanessen, die ook op het terrein woonden.

### Arbeidstherapie
Zowel in Apeldoorn als in Bilthoven bestond een deel van de kuur uit arbeidstherapie. Na maandenlange rust moest men weer wennen aan arbeid. In de werkplaatsen van het sanatorium werden daarom allerlei producten gemaakt welke verkocht werden onder de naam ado. Met name het speelgoed naar ontwerp van Ko Verzuu was een commercieel succes.

## Ziekenhuis, school en bedrijventerrein
In 1962 veranderde de functie van het sanatorium, het werd een algemeen ziekenhuis met een astmacentrum en een herstellingsoord voor langdurig zieke kinderen. Daarom werd op het terrein de Berg en Bosch-school gesticht. Toen in 1985 het onderwijs aan zieke kinderen werd beëindigd werd de school een onderwijsvoorziening voor speciaal onderwijs, voor kinderen met een vorm van autisme. Op de school wordt zowel basisonderwijs als voortgezet onderwijs gegeven. In 2010 kreeg de school ook een vestiging in Houten.
In 1992 ging het ziekenhuis failliet. Tegenwoordig zijn op het terrein ook bedrijven en organisaties in de sectoren zorg, gezondheid, en sociaal-maatschappelijke dienstverlening gevestigd.

### Opsplitsing school en college
In 2018 is de (toenmalige) Berg en Bosch-school opgesplitst in 2 verschillende instellingen in dezelfde panden, genaamd de "Berg en Bosch school" voor de basisschool in het speciaal onderwijs en het "Berg en Bosch college" voor voortgezet speciaal onderwijs. De gezamenlijke noemer voor beide scholen is "Berg en Bosch onderwijs". Deze keuze is in essentie gemaakt omdat de toenmalige schoolleiding 'college' een waardiger benaming vond dan 'school'.